# 79 км (зупинний пункт, Львівська залізниця)
79 кіломе́тр — пасажирська зупинна залізнична платформа Рівненської дирекції Львівської залізниці.
Розташована за декілька кілометрів між селами Немовичі та Костянтинівка Сарненського району Рівненської області на лінії Рівне — Сарни між станціями Сарни (8,5 км) та Немовичі (7 км).
Станом на вересень 2017 р. на платформі зупиняються приміські поїзди.